# Budgie (musikalbum)
Budgie, Budgies debutalbum, släppt 1971. Musiken på albumet är inte så känd, men brukar av kritiker räknas som mycket stark och inflytelserik hårdrock.

## Låtar på albumet
1. Guts 4:20
2. Everything in My Heart 0:52
3. The Author (Bourge/Shelley) 6:28
4. Nude Disintegrating Parachutist Woman (Bourge/Shelley) 8:41
5. Rape of the Locks (Bourge/Shelley) 6:12
6. All Night Petrol 5:57
7. You and I 1:41
8. Homicidal Suicidal (Bourge/Shelley) 6:41